# Rechila
Rechila (en latin Rec(c)hil(l)a, en galicien et en espagnol Requila, en portugais Réquila) était le roi du royaume suève de 441 jusqu'à sa mort en 448. Dès 438, il règne aux côtés de son père Herméric et lui succède aux pleins pouvoirs à la mort de ce dernier en 441.

## Biographie

Les conquêtes de Rechila.

Rechila était très agressif envers l'Église catholique (il était païen). Il favorise le clergé priscillianiste des évêques locaux. Il confirme la relation de féodalité avec Rome et l'alliance avec les Bagaudes. Il dirigea plusieurs campagnes militaires en Lusitanie et en Bétique. En 439, après avoir battu sur les bords de la rivière Genil un certain Andevotus (438), il envahit la Bétique, conquiert Mérida, et en 441, Séville.
À la fin de son règne court mais mouvementé, il possède presque toute l'actuelle Andalousie et une partie du Levant ibérique, ainsi que de la Tarraconaise. À sa mort à Mérida en 448, son fils Rechiaire lui succède.
Ce fut le dernier roi païen à régner dans la péninsule Ibérique.